# Guadalkanal – die Hölle im Pazifik
Guadalkanal – die Hölle im Pazifik ist ein US-amerikanischer Kriegsfilm aus dem Jahre 1943 von Lewis Seiler. Der Film, der die Schlacht um Guadalcanal im Zweiten Weltkrieg zum Thema hat, basiert auf einer Erzählung des Kriegsberichterstatters Richard Tregaskis, der an der Invasion teilgenommen hat.

## Handlung
Ende Juli 1942 transportiert ein Schiff der US-Marine Soldaten über den Pazifischen Ozean. Die Männer kennen ihr Ziel nicht. Sie vertreiben sich die Zeit mit Gesang, Lesen und Briefeschreiben. Zu den Männern gehören Colonel Grayson, Captain Cross, Captain Davis, Lieutenant Thurmond, Sergeant Malone, Corporal Potts, der Feldkaplan Donnelly und die Privates Alvarez und Anderson. Anderson wird von allen Chicken genannt, weil er so jung und unerfahren ist. Colonel Grayson erfährt, dass das Ziel die Insel Guadalcanal ist, die zu den Salomon-Inseln gehört. Andere Truppenteile werden zur nördlich gelegenen Insel Tulagi gebracht. Cross und Davis übernehmen die Planung des Angriffs auf die von japanischen Streitkräften besetzte Insel, während Donnelly den Soldaten Mut zuspricht.
Am 7. August 1942 beginnt die Landung der US-Truppen auf Guadalcanal. Die Männer sind überrascht, wie wenig Widerstand ihnen entgegengesetzt wird. Während es auf Tulagi zu schweren Kämpfen kommt, können die Soldaten auf Guadalcanal ihr Lager errichten und das eroberte Flugfeld sichern. Japanische Scharfschützen töten einige US-Soldaten. Die Männer werden unruhig, weil sie einen Feind bekämpfen müssen, den sie nicht sehen können. Als Davis erkrankt, führt Cross eine Patrouille in das Dorf Matanikau. Inselbewohner hatten berichtet, dass sich dort einige japanische Soldaten ergeben wollen. Die Patrouille soll mit einem Transporter verschifft werden. Das Schiff wird jedoch von einem japanischen U-Boot angegriffen. Die Überlebenden gehen an Land und werden dort sofort von Maschinengewehren unter Feuer genommen. Die Soldaten graben sich ein, werden jedoch von den Japanern überrannt und gefangen genommen. Nur Alvarez kann entkommen und schwimmend zurück zum US-Lager flüchten. Grayson befiehlt den Angriff auf Matanikau. Die US-Truppen erleiden schwere Verluste.
Mit der Zeit härten die Kämpfe die Soldaten ab. Sie leiden unter den dauernden Angriffen der japanischen Scharfschützen, den ständigen Luftangriffen, den begrenzten Vorräten und den extremen Witterungsverhältnissen. Auch der junge Anderson hat sich verändert. Die US-Soldaten suchen nach den Scharfschützen und geraten immer wieder in kleine Scharmützel. Nach Wochen kann die Luftwaffe auf dem Henderson-Flugfeld Munition, Vorräte und Ersatzmannschaften mit immer mehr Maschinen landen. Am 10. November 1942, am 167. Jahrestag des Marine Corps, befehlen Grayson und General Vandergrift den Generalangriff auf die verbliebenen japanischen Streitkräfte. Bei der Schlacht fällt Alvarez, während Anderson drei Feinde tötet. Die US-Truppen siegen, am 10. Dezember 1942 verlassen die Marines die Insel. Sie machen Witze über die Army-Soldaten, die als dauerhafte Besatzung die Insel übernehmen.

## Kritiken
Das Lexikon des internationalen Films über den Film: „Handwerklich gerade durchschnittlicher, wenig wirklichkeitsgerechter Kriegsfilm, der sich in erster Linie durch die arge Verzeichnung des Gegners und sein Heldenpathos hervortut.“
Bosley Crowther von der New York Times beschreibt den Film als bewegendes Actiondrama.
Die Variety lobt, der Film sei eine fleißige, würdige und wortgewandte Abhandlung des heroischen Themas, teilweise ernüchternd und teilweise verherrlichend.

## Hintergrund
Der Film wurde am 27. Oktober 1943 in den USA uraufgeführt. In Deutschland erschien er erstmals am 4. August 1966 in den Kinos.
Gedreht wurde im Marine Corps Base Camp Pendleton bei Oceanside und auf der Santa Catalina Island vor Kalifornien.
Für Richard Jaeckel bedeutete der Film das Leinwanddebüt. Jaeckel war zum Zeitpunkt der Dreharbeiten 17 Jahre alt. Richard Conte trat zum ersten Mal als Richard Conte auf. Er hatte kurz zuvor seinen Vornamen von Nicholas zu Richard ändern lassen.
Der Film wurde ein Jahr nach der realen Schlacht gedreht, die vom 7. August 1942 bis zum 9. Februar 1943 andauerte. 